# Seznam slovenských hráčů v NHL v sezóně 2001/2002
Seznam slovenských hráčů v NHL v sezóně 2001/2002 uvádí slovenské hokejisty, kteří v této sezóně hráli za některý tým v kanadsko-americké NHL.

| Tým                   | Věk | Hráč               | Post | Počet zápasů ZČ | Branky ZČ | Asistence ZČ | Body ZČ | Počet zápasů v play off | Branky v play off | Asistence v play off | Body v play off |
| --------------------- | --- | ------------------ | ---- | --------------- | --------- | ------------ | ------- | ----------------------- | ----------------- | -------------------- | --------------- |
| St. Louis Blues       | 27  | Pavol Demitra      | F    | 82              | 35        | 43           | 78      | 10                      | 4                 | 7                    | 11              |
| Buffalo Sabres        | 27  | Miroslav Šatan     | F    | 82              | 37        | 36           | 73      | Ne                      |                   |                      |                 |
| Washington Capitals   | 33  | Peter Bondra       | F    | 77              | 39        | 31           | 70      | Ne                      |                   |                      |                 |
| Minnesota Wild        | 19  | Marián Gáborík     | F    | 78              | 30        | 37           | 67      | Ne                      |                   |                      |                 |
| Ottawa Senators       | 22  | Marián Hossa       | F    | 80              | 31        | 35           | 66      | 12                      | 4                 | 6                    | 10              |
| Los Angeles Kings     | 29  | Žigmund Pálffy     | F    | 63              | 32        | 27           | 59      | 7                       | 4                 | 5                    | 9               |
| Boston Bruins         | 29  | Jozef Stümpel      | F    | 81              | 8         | 50           | 58      | 6                       | 0                 | 2                    | 2               |
| Phoenix Coyotes       | 24  | Michal Handzuš     | F    | 79              | 15        | 30           | 45      | 5                       | 0                 | 0                    | 0               |
| Montreal Canadiens    | 25  | Richard Zedník     | F    | 82              | 22        | 22           | 44      | 4                       | 4                 | 4                    | 8               |
| Phoenix Coyotes       | 22  | Ladislav Nagy      | F    | 74              | 23        | 19           | 42      | 5                       | 0                 | 0                    | 0               |
| Nashville Predators   | 24  | Vladimír Országh   | F    | 79              | 15        | 21           | 36      | Ne                      |                   |                      |                 |
| Florida Panthers      | 32  | Róbert Švehla      | D    | 82              | 7         | 22           | 29      | Ne                      |                   |                      |                 |
| Atlanta Thrashers     | 25  | Ľuboš Bartečko     | F    | 71              | 13        | 14           | 27      | Ne                      |                   |                      |                 |
| Tampa Bay Lightning   | 32  | Zdeno Cíger        | F    | 56              | 12        | 13           | 25      | Ne                      |                   |                      |                 |
| Minnesota Wild        | 33  | Ľubomír Sekeráš    | D    | 69              | 4         | 20           | 24      | Ne                      |                   |                      |                 |
| Ottawa Senators       | 24  | Zdeno Chára        | D    | 75              | 10        | 13           | 23      | 10                      | 0                 | 1                    | 1               |
| Los Angeles Kings     | 25  | Ľubomír Višňovský  | D    | 72              | 4         | 17           | 21      | 4                       | 0                 | 1                    | 1               |
| Phoenix Coyotes       | 25  | Radoslav Suchý     | D    | 81              | 4         | 13           | 17      | 5                       | 1                 | 0                    | 1               |
| Calgary Flames        | 24  | Ronald Petrovický  | F    | 77              | 5         | 7            | 12      | Ne                      |                   |                      |                 |
| Phoenix Coyotes       | 21  | Branko Radivojevič | F    | 18              | 4         | 2            | 6       | 1                       | 0                 | 0                    | 0               |
| Tampa Bay Lightning   | 21  | Martin Cibák       | F    | 26              | 1         | 5            | 6       | Ne                      |                   |                      |                 |
| Montreal Canadiens    | 20  | Marcel Hossa       | F    | 10              | 3         | 1            | 4       | Ne                      |                   |                      |                 |
| Washington Capitals   | 24  | Ivan Čiernik       | F    | 29              | 1         | 3            | 4       | Ne                      |                   |                      |                 |
| Nashville Predators   | 23  | Marián Cisár       | F    | 10              | 1         | 2            | 3       | Ne                      |                   |                      |                 |
| New York Islanders    | 21  | Juraj Kolník       | F    | 7               | 2         | 0            | 2       | Ne                      |                   |                      |                 |
| New York Islanders    | 21  | Branislav Mezei    | D    | 24              | 0         | 2            | 2       | Ne                      |                   |                      |                 |
| Columbus Blue Jackets | 21  | Andrej Nedorost    | F    | 7               | 0         | 2            | 2       | Ne                      |                   |                      |                 |
| New York Rangers      | 22  | Peter Smrek        | D    | 8               | 0         | 1            | 1       | Ne                      |                   |                      |                 |
| Colorado Avalanche    | 25  | Jaroslav Obšut     | D    | 3               | 0         | 0            | 0       | Ne                      |                   |                      |                 |
| Nashville Predators   | 22  | Ján Lašák          | G    | 3               | 0         | 0            | 0       | Ne                      |                   |                      |                 |
| Philadelphia Flyers   | 20  | Kristián Kudroč    | D    | 2               | 0         | 0            | 0       | Ne                      |                   |                      |                 |
| New Jersey Devils     | 23  | Jiří Bicek         | F    | 1               | 0         | 0            | 0       | Ne                      |                   |                      |                 |

- F = Útočník
- D = Obránce
- G = Brankář